# فيليبا سوزا
فيليبا سوزا (بالبرتغالية: Filipa Sousa‏) هي مغنية برتغالية، ولدت في 2 مارس 1985 في ألبوفيرا في البرتغال.

## وصلات خارجية
- فيليبا سوزا على موقع IMDb (الإنجليزية)
- فيليبا سوزا على موقع ميوزك برينز (الإنجليزية)
- فيليبا سوزا على موقع ديسكوغز (الإنجليزية)

- الموقع الرسمي